# Station Hammerum
Station Hammerum is een station in Hammerum in de Deense gemeente Herning. Het station ligt aan de lijn tussen Skjern en Skanderborg. Volgens de dienstregeling 2015 rijdt op werkdagen ieder uur een trein richting Skanderborg - Aarhus en in de richting Skjern. 